# Lloydhalle
Lloydhalle war der Name verschiedener Bauwerke in Bremerhaven, am Kaiserhafen I. Die erste Halle wurde 1870, die zweite 1897 gebaut und 1944 im Zweiten Weltkrieg zerstört.

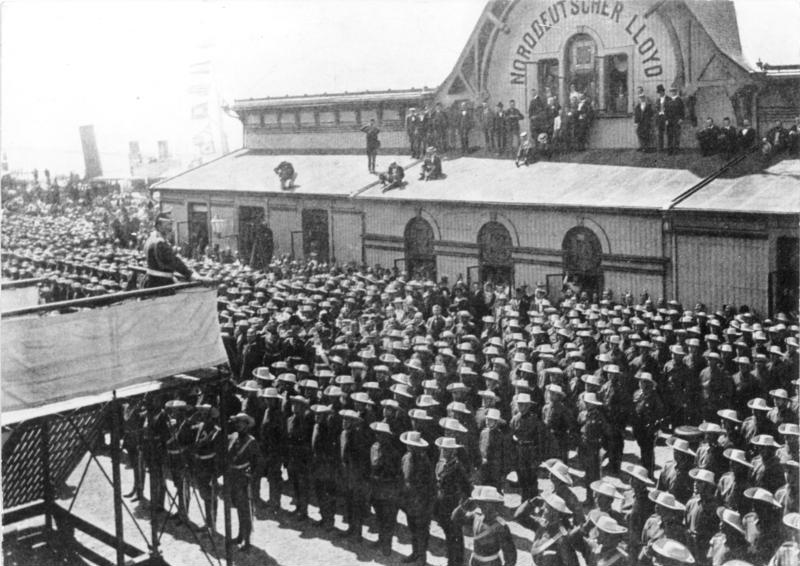
Wilhelm II. bei seiner Rede von 1900 vor der Lloydhalle in Bremerhaven

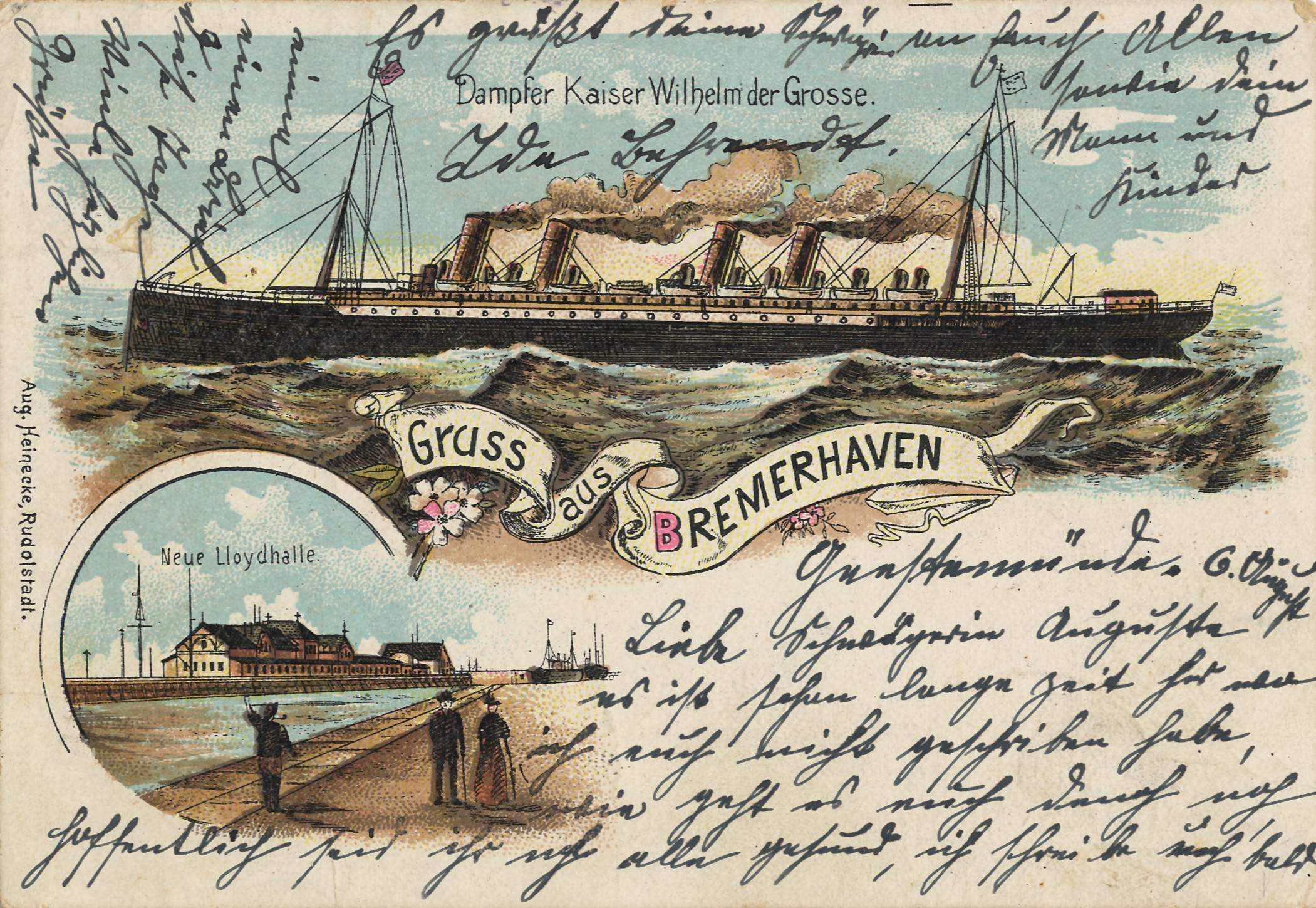
Zweite Lloydhalle von 1897 und Dampfer Kaiser Wilhelm der Große

## Geschichte
Die Lloydhallen wurde benannt nach der Reederei Norddeutscher Lloyd. Der Namensteil Lloyd stammt von Edward Lloyd, der 1688 das Lloyd’s Coffee House in London eröffnete und das als Gründungsstätte von Lloyd’s of London gilt, damals eine aufstrebende Schiffsversicherung und heute eine Versicherungsbörse. Der Begriff Lloyd stand weltweit für Seriosität.
Die erste Lloydhalle wurde 1870 eröffnet als der Lloydbahnhof seinen Betrieb am Neuen Hafen aufnahm.
Seit 1890 konnten große Passagierschiffe nicht mehr in Bremerhaven abgefertigt werden, sondern im gegenüberliegenden Nordenham auf der linken Weserseite.
Mit dem Bau der Kaiserhäfen I–III von 1872 bis 1909 und nach dem Bau der Kaiserschleuse von 1897 konnten die damals größten Schnelldampfer des Norddeutschen Lloyd (NDL) die Bremerhavener Häfen wieder anfahren. Zeitgleich wurde im Deichvorland an der westlichen Kaje zum Vorhafen der Kaiserschleuse die Lloydhalle fertiggestellt, um den erhöhten Kapazitätsbedarf bei der Passagierabfertigung zu bewältigen.
Die zweite Lloydhalle entstand nach Plänen des Bauunternehmers und Architekten Bernhard Scheller (Geestemünde). Sie hatte mehrere Wartesäle, eine Zollabfertigungs- und Gepäckhalle und die Telegraphenstation. Vom überdachten Bahnsteig gelangten die oberen Kajütenklassen mit Tendern zum auf Reede ankernden, abfahrbereiten Passagierdampfer. Die Auswanderer im Zwischendeck wurden zumeist bereits im Kaiserhafen III an Bord genommen.
Vor der Lloydhalle hielt Kaiser Wilhelm II. am 27. Juli 1900 seine sogenannte „Hunnenrede“ anlässlich der Verabschiedung des deutschen Ostasiatischen Expeditionskorps (China-Expedition) zur Niederschlagung des Boxeraufstandes im Kaiserreich China. Die Rede wurde von vielen als Entgleisung gewertet.
Die Columbuskaje und der Columbusbahnhof als Bahnhof am Meer wurden 1927 fertiggestellt, um die großen Schnelldampfer des NDL, wie die Columbus, Bremen oder Europa, an der günstig gelegenen Stromkaje schneller abfertigen zu können. Nach der Inbetriebnahme der Anlagen wurde die Lloydhalle nur noch zur Passagierabfertigung von kleinen Auswandererschiffen genutzt. 1944 wurde sie durch Bomben zerstört.
Die dritte Lloydhalle entstand 1927 beim Bau der Columbuskaje und dem Bahnhof am Meer.